# Rite Time
Landed — одинадцятий і останній студійний альбом німецького рок-гурту Can. Хоча гурт ще не розпався, цей альбом вважається альбомом возз'єднання через час, що минув з моменту виходу попереднього альбому Can у 1979 році. Альбом складається з сесій, записаних на півдні Франції наприкінці 1986 року, які гурт інтенсивно редагував протягом наступних років. Rite Time містить вокал першого вокаліста гурту, Малкольма Муні, який покинув гурт у 1970 році після виходу їхнього дебютного альбому Monster Movie. Після першого релізу альбому пісня «In the Distance Lies the Future» з'явилася лише на CD-версії, але була включена до перевидання на вінілі 2014 року.

## Трек-лист
Автор музики і слів Чукай, Каролі, Лібецайт, Шмідт, Муні. 
| #     | Назва                                | Тривалість |
| ----- | ------------------------------------ | ---------- |
| 1.    | «On the Beautiful Side of a Romance» | 7:27       |
| 2.    | «The Withoutlaw Man»                 | 4:18       |
| 3.    | «Below This Level (Patient's Song)»  | 3:44       |
| 4.    | «Movin' Right Along»                 | 3:28       |
| 5.    | «Like a New Child»                   | 7:36       |
| 6.    | «Hoolah Hoolah»                      | 4:31       |
| 7.    | «Give the Drummer Some»              | 6:47       |
| 8.    | «In the Distance Lies the Future»    | 4:00       |
| 41:52 |                                      |            |

## Персоналії
Can
- Малкольм Муні — вокал
- Міхаель Каролі — гітара, бек-вокал, кишеньковий орган, бас
- Ірмін Шмідт — клавішні, калімба
- Хольгер Чукай — бас, валторна, синтезатор
- Яки Лібецайт — барабани, перкусія